# José de la Borda
José de la Borda Sánchez (1699 – 1778. május 30.) a 18. századi Új-Spanyolország egyik leggazdagabb embere volt. Pénzét a bányászatból szerezte.

## Élete
1699-ben született (a helyszín bizonytalan: talán Oloron) a francia származású Pedro de la Borda és az aragóniai (Jaca tartománybeli) Magdalena Sánchez gyermekeként.
Bátyja, Francisco Sevillában megismerkedett néhány Új-Spanyolországban tevékenykedő bányásszal, akiknek meghívására 1708-ban Új-Spanyolországba, azon belül is Taxco városába érkezett. Nyolc évvel később írt egy levelet öccsének, Josénak, amelyben az javasolta, hogy dolgozzanak együtt egy újonnan felfedezett, La Lajuela vagy Alajuela névre keresztelt tehuilotepeci telér kitermelésén. José úgy döntött, belép az üzletbe, ezért hajóra szállt, és 17 éves korában, 1716. július 13-án megérkezett Veracruz kikötőjébe, majd augusztus 15-én Taxcóba, ahol Martín Verdugo kapitány házában fogadták őt, többek között bátyja és sógornője, María társaságában.
1720. szeptember 3-án összeházasodott Verdugo kapitány lányával, sógornőjének húgával, Teresa Verdugo Aragonésszel, akivel két gyermekük született: Ana María és Manuel.
Sokáig az Alajuela bánya kitermelésében vett részt, majd egy Manuel Aldaco nevű barátjával történő egyeztetés után úgy döntöttek, új bányát keresnek, így 1743-ban Tlalpujahuába költöztek, ahol egy olyan telérre bukkantak, amiből óriási nyereségük lett. Amikor bátyja meghalt, újabb bányákat örökölt. Az Alajuelában végzett kutatások során 1748-ban fedezték fel a San Ignacio nevű, igen gazdag ezüsttelért, ami tovább növelte a vagyonát. Ennek a vagyonnak egy részéből építette fel a ma is nagy hírnévnek örvendő taxcói Szent Piroska-templomot és új taxcói házát, a ma Borda-házként ismert épületet. Emellett hidakat is épített, iskolákat finanszírozott, és élelmiszert is osztott a szükségben levőknek. Mexikóvárosban is építtetett egy palotát, ma ez is Borda-ház néven ismeretes.
Amikor viszont a San Ignacio telér kimerült, nehéz anyagi helyzetbe került. 1760 táján Real del Montébe, 1761-ben Chontalpába költözött, majd szinte a teljes csőd állapotába került. Kénytelen volt eladni a Szent Piroska-templom biztonsági okokból addig saját tulajdonában tartott aranytárgyait (a vevő a mexikóvárosi Mária Mennybemenetele székesegyház volt, az érték 110 000 peso), az ezekért kapott pénzből pedig Zacatecasban telepedett le, ahol a La Quebradilla bányában is szerencsét próbált. Itt csak még több pénzt vesztett, viszont nem adta fel a próbálkozást, és a kevés maradék pénzéből megnyitotta a La Esperanza nevű bányát. Ez ismét igen gazdaggá tette. 1776-ban, amikorra már többféle betegség is megtámadta, úgy érezte, nincs sok ideje hátra az életből, így elhagyta Zacatecast, és Taxco felé vette az irányt. Útközben eljutott Cuernavacába, ahol fiának tágas háza volt. A fiúnak nagy munkájába került meggyőznie apját, hogy ne folytassa az utat Taxcóba. Végül 1778. május 30-án hunyt el.